# Hoploseius
Hoploseius es un género de ácaros perteneciente a la familia Ascidae.

## Especies
- Hoploseius andamanensis Bhattacharyya, 2002
- Hoploseius australianus Walter, 1998
- Hoploseius cometa (Berlese, 1910)
- Hoploseius mariae Gwiazdowicz, 2002
- Hoploseius sitalaensis Bhattacharyya, 1977